# Сторгамар
«Сторгамар» (норв. Storhamar Hockey) — хокейний клуб з міста Гамар, Норвегія.

## Історія
Зимові Олімпійські ігри 1952 року надихнули місцеву молодь Гамара на створення хокейного клубу. У 1955 році збудована перша ковзанка, 18 березня 1957 року офіційно засновано хокейну команду.
У 1960-х роках клуб виступає на регіональному рівні. У 1977 році дебютує у вищому дивізіоні.
У 1994 році «Сторгамар» отримав нову арену та двічі поспіль стає чемпіоном Норвегії. З 1998 по 2008 роки клуб називався «Сторгамар Дрегонс». За цей період команда ще чотири рази здобувала чемпіонський титул.
У сезоні2017–18 «Сторгамар» увосьме виграв золото. Сезон 2023–24 років для клубу також став переможним.
Патрік Торесен найбільш успішний вихованець клубу.

## Досягнення
Елітна хокейна ліга:
- (9): 1993–94, 1994–95, 1996–97, 2000–01, 2003–04, 2005–06, 2017–18, 2023–24, 2024–25

## Відомі гравці
- Кріс Кларк
- Петтері Нуммелін